# سوپرمارین سیفایر
سوپرمارین سیفایر (به انگلیسی: Supermarine_Seafire) یک هواگرد ملخ‌پیشین تک‌موتوره از نوع جنگنده ناونشین ساخت شرکت Supermarine است. هواگرد سوپرمارین سیفایر نخستین پروازش را در ۷ ژانویه ۱۹۴۲ میلادی انجام داد. در مجموع، تعداد ۲٬۶۴۶ فروند از این هواگرد ساخته شده‌است.